# تدهور الحضارة الغربية (كتاب)
تدهور الحضارة الغربية أو «انحدار الغرب» (بالألمانية: Der Untergang des Abendlandes)‏، ترجم إلى اللغة العربية بعنوان تدهور الحضارة الغربية.  وهوعمل من جزئين كبيرين من تاليف الفيسلوف والمؤرخ الألماني أوسفالد شبينغلر وطبع الجزء الأول في صيف عام 1918، ثم راجعه أوسفالد في 1922 وطبع الجزء الثاني والعنوان الفري للكتاب نظرات في تاريخ العالم في طبعة 1923.
يعرض الكتاب كانقلاب كوبرنيكي في النموذج الغربي لرؤية العالم وللمركزية الأوربية فيه، ويعارض بالأخص تقسيم التاريخ خطياً «قديم-قروسطي-حديث»، والتاريخ لا يقسم منطقياً إلى فترات بل إلى ثقافات تطورت كما تتطور الكائنات الحية، ويذكر أوسفالد ثمان ثقافات البابلية والمصرية والصينية، والهندية والميكسيكية (المايا والأزتيك) والكلاسيكية (اليونانية/الرومانية)، والعربية والغربية أو الأوربية-الأمريكية، وللثقافات عمر لكل منها حوالي ألف عام، والمرحلة الأخيرة منها تسمى حضارة حسب اصطلاحه.
كما طرح أوسفالد فكرة ان المسلمين واليهود والمسيحيين وكذلك الفرس والساميين باعتبارهم ثقافات الحكمة القديمة Magian، والثقافات المتوسطية القديمة كاليونان القدماء والرومان باعتبارهم أبولويون Apollonian والغربيين المعاصرين باعتبارهم فاوستيين، ووفق نظرية أوسفالد فإن العالم الغربي يحتضر وما نشاهده هو الفصل الأخير أو الشتاء للثقافة الفاوستية، وحسب استخدام شبنغلر فإن الرجل الغربي شخص فخور ولكنه مأساوي، رغم كفاحه وإبداعه فإنه لا يعرف غاية حقيقية يمكنه الوصول إليها.